# Тайна (река)
Тайна (укр. Тайна) — река в Тернопольском и Чортковском районах Тернопольской области, Украина. Правый приток реки Гнилая (бассейн Днестра).
Длина реки 46 км. Площадь водосборного бассейна 327 км². Уклон 2,0 м/км. Долина трапециевидная, ниже по течению V-образная, глубина в низовьях 45 м, ширина до 2,6 км. Пойма двусторонняя, в значительной степени заболоченная, шириной до 100 м. Русло извилистое, шириной 6-7 м. Питание смешанное, с преобладающим снеговым. Замерзает в декабре, вскрывается в марте. Сток регулируется прудами. Используется для хозяйственных и сельскохозяйственных нужд.
Берёт начало западнее села Ивановка. Течёт с северо-запада на юго-восток и (в нижнем течении) на восток. Впадает в реку Гнилая в селе Лычковцы. На реке расположен город Хоростков.